# Bupleurum apiculatum
Bupleurum apiculatum là một loài thực vật có hoa trong họ Hoa tán. Loài này được Friv. mô tả khoa học đầu tiên năm 1835.